# Rouge Midi
Rouge midi è un film del 1985 diretto da Robert Guédiguian.